# フレクシェカップ2013
フレクシェカップ2013は、プロフェッショナル・ゲームズ・オブ・プールの第一回冠大会。主催はビリヤード支援団体JBプロモーションズ、主管は日本プロポケットビリヤード連盟。

メインスポンサーの株式会社フレクシェの名を冠している。プロフェッショナル・ゲームズ・オブ・プールは、JPBAランキング対象外のトーナメントシリーズである。

## 概要

### 本戦
- 本戦開催日：2013年12月14日～15日
- 本戦会場：クイーンズスクエア横浜 クイーンズサークル
- 種目：ナインボール（9点先取、決勝戦のみ13点先取）
- ルール：交互ブレイク、スリーポイントルール、ショットクロック40秒
- 出場選手：16名
  - 2013年JPBA男子ランキング上位8名
  - 2013年JPBA女子ランキング上位2名
  - スポンサー・主催者シード2名
  - 予選通過4名

### 予選
- 予選開催日：2013年12月7日
- 予選会場：ビリヤード・ロサ
- 種目：ナインボール（9点先取、シングルイリミネーション）
- ルール：交互ブレイク、スリーポイントルール
- 予選通過枠：4名

## 成績
- 優勝：羅立文
- 準優勝：田中雅明
- 3位タイ：大井直幸、土方隼斗
- 5位タイ：有田秀彰、河原千尋、竹中寛、塙圭介
- 9位タイ：梶谷景美、栗林達、嶋野聖大、西尾祐、渡辺剛史、菅谷慎太郎、赤狩山幸男、川端聡